# Chiesa di San Geminiano (Pieve d'Olmi)
La chiesa di San Geminiano è la parrocchiale di Pieve d'Olmi, in provincia e diocesi di Cremona; fa parte della zona pastorale 4.

## Storia
La prima citazione della pieve di San Geminiano risale al 1385 ed è contenuta nel Liber Synodalium; nelle Rationes decimarum del 1404 si legge che come filiali aveva le cappelle di San Fiorano, Longardore, San Salvatore, Tidolo, Stranconcollo, Mestlosala, Gambino, Fontana, Sospiro, Ca' de Stefani, Lagoscuro, San Michele de Ulmo
Dalla relazione della visita pastorale del 1599 del vescovo Cesare Speciano s'apprende che la chiesa, compresa nel vicariato foraneo di Sospiro e avente alle sue dipendenze le cappelle di San Bartolomeo e di San Floriano, che a servizio della cura d'anime v'era il solo parroco e che i fedeli ammontavano a 795.
La parrocchiale, che era stata riedificata nel Quattrocento, tra i secoli XVIII e XIX fu interessata da un rifacimento; se nel 1786 i fedeli erano 1073, nel 1820 risultavano aumentati a 1090.
Grazie allo Stato clero diocesi di Cremona del 1899 si conosce che all'epoca nel vicariato di Pieve d'Olmi erano inserite, oltre alla capopieve, anche le parrocchie di Brancere, Pugnolo, San Daniele Po e Sommo, alle quali si aggiunsero nella prima metà del Novecento pure quelle di Isola Pescaroli e Stagno Lombardo; questo vicariato fu poi soppresso il 29 settembre 1975 con la riorganizzazione territoriale della diocesi voluta dal vescovo Giuseppe Amari.

## Descrizione

### Esterno
La facciata a salienti della chiesa, rivolta a occidente, è suddivisa da una cornice marcapiano, il cui fregio è abbellito da metope e triglifi, in due registri, entrambi scanditi da lesene; quello inferiore, più largo, presenta i tre portali d'ingresso e due finestre sormontate da timpani semicircolari, mentre quello superiore è caratterizzato da una finestra e formato dal frontone triangolare. 
Annesso alla parrocchiale è il campanile a base quadrata, la cui cella presenta su ogni lato una monofora affiancata da lesene ed è coronata dalla cupoletta poggiante sul tamburo.

### Interno
L'interno dell'edificio è suddiviso in tre navate; al termine dell'aula si sviluppa il presbiterio, a sua volta chiuso dall'abside con gli angoli smussati. 
Qui sono conservate diverse opere di pregio, tra le quali gi affreschi ritraenti scene della vita di San Geminiano, dipinti da Luigi Quaini nel XVII secolo.